# Grandeyrolles
Grandeyrolles is een gemeente in het Franse departement Puy-de-Dôme (regio Auvergne-Rhône-Alpes) en telt 62 inwoners (2009). De plaats maakt deel uit van het arrondissement Issoire.

## Geografie
De oppervlakte van Grandeyrolles bedraagt 5,5 km², de bevolkingsdichtheid is dus 11,1 inwoners per km².
De onderstaande kaart toont de ligging van Grandeyrolles met de belangrijkste infrastructuur en aangrenzende gemeenten.

## Demografie
Onderstaande figuur toont het verloop van het inwonertal (bron: INSEE-tellingen).